# Alice et le Fantôme
Alice et le Fantôme (titre original : The Mystery of the Tolling Bell, littéralement : Le Mystère de la cloche qui sonne) est le vingt-troisième roman de la série américaine Alice (Nancy Drew en VO) écrit par Caroline Quine, nom de plume collectif de plusieurs auteurs. L’auteur de ce roman est Mildred Wirt Benson.
Aux États-Unis, le roman a été publié pour la première fois en 1946 par Grosset & Dunlap (New York). En France, il a paru pour la première fois en 1960 chez Hachette Jeunesse dans la collection « Bibliothèque verte » sous le no 155. Il n'a plus été réédité en France depuis 1986.
Dans ce roman, un fantôme hante l'entrée de la grotte marine d'une petite ville balnéaire, et interdit à quiconque de s'en approcher. Alice et ses amies Bess et Marion se demandent si la présence du fantôme ne serait pas liée à la célèbre légende de la cloche en pierres précieuses créée par l'orfèvre Paul Revere, disparue il y a trois cents ans, et que les chercheurs de trésor tentent de retrouver depuis lors.

## Résumé
Remarque : le résumé est basé sur les éditions cartonnées non abrégées parues de 1960 à 1970 en langue française.

### Mise en place de l'intrigue
James Roy doit se rendre pour affaire dans la petite ville balnéaire de Clinville, sur le golfe des Roches Blanches. Il invite sa fille Alice et les amies de celles-ci, Bess et Marion, à venir avec lui y passer quelques jours de vacances chez sa cliente Mme Chartrey, qui gère un hôtel-restaurant nommé Les Sables d'or.
À Clinville (Candleton en VO), Alice fait la connaissance de M. Hendrick, un collectionneur de cloches anciennes. Le vieux monsieur est venu dans cette ville dans l'espoir de retrouver la cloche de l'Indépendance qui porte la signature du célèbre orfèvre Paul Revere, cloche qui renfermerait un trésor de pierreries et de joyaux.

### Enquête et aventures
Mme Chartrey apprend à Alice qu'une récente rumeur circule à Clinville selon laquelle une grotte en bord de mer, appelée la « Grotte Bleue », serait hantée par un fantôme malfaisant. 

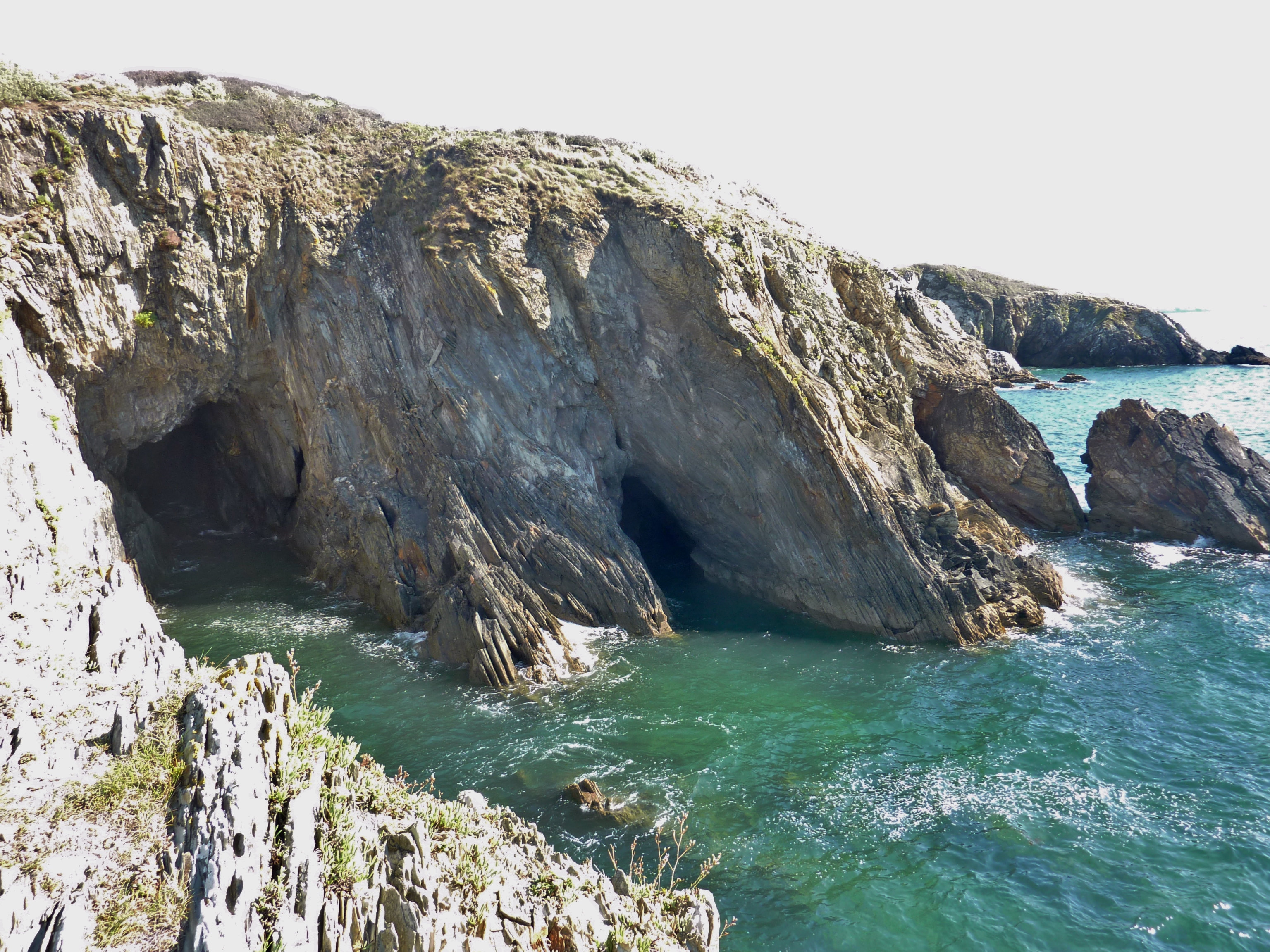
grotte à Telgruc-sur-Mer

 Les curieux qui tentent d'entrer dans la grotte entendent sonner une cloche en guise d'avertissement puis, s'ils n'ont pas fait demi-tour, l'eau submerge la grotte en quelques secondes et projette les indésirables vers la mer. Certains ont même failli périr noyés. C'est plus qu'il n'en faut pour éveiller la curiosité d'Alice, qui décide de vérifier par elle-même la véracité de l'existence du fantôme, si fantôme il y a.

### Dénouement et révélations finales
À l'issue d'une enquête mouvementée, Alice trouvera la cloche recherchée par M. Hendrick, et découvrira que le prétendu « fantôme » n'était que l'un des malfaiteurs qui se revêtait d'un drap blanc pour faire fuir les importuns, la grotte en question servant de repaire pour l'élaboration de produits cosmétiques frelatés. Enfin, la cloche mystérieuse que l'on entendait lorsque la marée montait, n'est qu'une vieille cloche rouillée jadis utilisée par des pirates, tombée dans l'oubli et faisant résonner son carillon lorsque la marée montante la faisait changer de place.

## Personnages

### Personnages récurrents
- Alice Roy, jeune détective amateur, blonde, orpheline de mère, fille de James Roy.
- James Roy, avoué[2] de renom, père d'Alice Roy, veuf.
- Bess Taylor, jeune fille blonde et rondelette, une des meilleures amies d'Alice.
- Marion Webb, jeune fille brune et sportive, cousine germaine de Bess Taylor et une des meilleures amies d'Alice.
- Ned Nickerson, jeune homme brun et athlétique, ami et chevalier servant d'Alice, étudiant à l'université d'Emerson.

### Personnages spécifiques à ce roman
- Mme Chartrey (Mrs. Chantrey en VO), gère de l'hôtel-restaurant Les Sables d'or (The Salsandee shop en VO), et cliente et amie de James Roy à qui elle demande conseil pour une affaire d'escroquerie dont elle a été victime.
- Mère Mathilde, vieille dame fabricante de bougies, autre victime à l'escroquerie.
- M. Hendrick, vieil homme collectionneur de cloches.
- Minnie, jeune paysanne un peu étourdie.
- Henri Vilno, un malfaiteur.
- Muller, un malfaiteur.
- Mme Jeanne, alias Jane Morgan, marchande ambulante à Fisher's Cove qui vend des produits de beauté de la marque Mon cœur.

## Éditions françaises
Note : Toutes les éditions ont paru aux éditions Hachette.
- 1960 : Alice et le Fantôme — coll. « Bibliothèque verte » no 155, cartonné, texte original. Illustré par Albert Chazelle. Traduit par Hélène Commin. 25 chapitres. 252 p.
- 1970 : Alice et le Fantôme — coll. « Idéal-Bibliothèque » no 367, cartonné, texte original. Illustrations d'Albert Chazelle. Traduit par Hélène Commin. 25 chapitres. 184 p.
- 1978 : Alice et le Fantôme — coll. « Bibliothèque verte », cartonné, texte abrégé. Illustré par Jean-Louis Mercier. Traduit par Hélène Commin. 181 p.
- 1983 : Alice et le Fantôme — coll. « Bibliothèque verte », cartonné (série "série striée"), texte abrégé. Couverture de Joseph Sheldon. Traduit par Hélène Commin. 19 chapitres. 181 p.
- 1985 : Alice et le Fantôme — coll. « Bibliothèque verte », cartonné (série "striée")[3], texte abrégé. Couverture de Philippe Daure, illustrations intérieures de Jean-Louis Mercier. Traduit par Hélène Commin. 19 chapitres. 181 p.